# Tanrake
Tanrake, in tuvaluano Manutalake, è un villaggio di Tuvalu situato sull'isola di Nui.